# Selección de fútbol sub-20 de Arabia Saudita
La Selección de fútbol sub-20 de Arabia Saudita, conocida también como la Selección juvenil de fútbol de Arabia Saudita, es el equipo que representa al país en la Copa Mundial de Fútbol Sub-20 y en el Campeonato Juvenil de la AFC, y es controlada por la Federación de Fútbol de Arabia Saudita.

## Palmarés
- Campeonato Juvenil de la AFC: 3

1986, 1992, 2018

## Estadísticas

### Mundial Sub-20
| Año   | Ronda            | J            | G            | E            | P            | GF           | GC           |
| ----- | ---------------- | ------------ | ------------ | ------------ | ------------ | ------------ | ------------ |
| 1977  | No clasificó     | No clasificó | No clasificó | No clasificó | No clasificó | No clasificó | No clasificó |
| 1979  | No clasificó     | No clasificó | No clasificó | No clasificó | No clasificó | No clasificó | No clasificó |
| 1981  | No clasificó     | No clasificó | No clasificó | No clasificó | No clasificó | No clasificó | No clasificó |
| 1983  | No clasificó     | No clasificó | No clasificó | No clasificó | No clasificó | No clasificó | No clasificó |
| 1985  | Fase de grupos   | 3            | 1            | 1            | 1            | 1            | 1            |
| 1987  | Fase de grupos   | 3            | 0            | 0            | 3            | 0            | 0            |
| 1989  | Fase de grupos   | 3            | 1            | 0            | 2            | 4            | 3            |
| 1991  | No clasificó     | No clasificó | No clasificó | No clasificó | No clasificó | No clasificó | No clasificó |
| 1993  | Fase de grupos   | 3            | 0            | 2            | 1            | 1            | 2            |
| 1995  | No clasificó     | No clasificó | No clasificó | No clasificó | No clasificó | No clasificó | No clasificó |
| 1997  | No clasificó     | No clasificó | No clasificó | No clasificó | No clasificó | No clasificó | No clasificó |
| 1999  | Fase de grupos   | 3            | 0            | 1            | 2            | 2            | 6            |
| 2001  | No clasificó     | No clasificó | No clasificó | No clasificó | No clasificó | No clasificó | No clasificó |
| 2003  | Fase de grupos   | 3            | 0            | 2            | 1            | 2            | 3            |
| 2005  | No clasificó     | No clasificó | No clasificó | No clasificó | No clasificó | No clasificó | No clasificó |
| 2007  | No clasificó     | No clasificó | No clasificó | No clasificó | No clasificó | No clasificó | No clasificó |
| 2009  | No clasificó     | No clasificó | No clasificó | No clasificó | No clasificó | No clasificó | No clasificó |
| 2011  | Octavos de final | 4            | 2            | 0            | 1            | 8            | 5            |
| 2013  | No clasificó     | No clasificó | No clasificó | No clasificó | No clasificó | No clasificó | No clasificó |
| 2015  | No clasificó     | No clasificó | No clasificó | No clasificó | No clasificó | No clasificó | No clasificó |
| 2017  | Octavos de final | 4            | 1            | 1            | 2            | 4            | 6            |
| 2019  | Fase de grupos   | 3            | 0            | 0            | 3            | 4            | 8            |
| 2023  | No clasificó     | No clasificó | No clasificó | No clasificó | No clasificó | No clasificó | No clasificó |
| 2025  | Clasificado      | Clasificado  | Clasificado  | Clasificado  | Clasificado  | Clasificado  | Clasificado  |
| Total | 10/23            | 29           | 5            | 7            | 16           | 26           | 34           |

### Campeonato juvenil de la AFC
| Récord         | Récord           | Récord       | Récord       | Récord       | Récord       | Récord       | Récord       | Récord |
| Año            | Ronda            | J            | G            | E            | P            | GF           | GC           |        |
| -------------- | ---------------- | ------------ | ------------ | ------------ | ------------ | ------------ | ------------ | ------ |
| de 1959 a 1976 | No participó     | No participó | No participó | No participó | No participó | No participó | No participó |        |
| 1977           | Cuartos de final | 4            | 2            | 1            | 1            | 7            | 2            |        |
| 1978           | Cuartos de final | 5            | 2            | 2            | 1            | 12           | 5            |        |
| 1980           | No clasificó     | No clasificó | No clasificó | No clasificó | No clasificó | No clasificó | No clasificó |        |
| 1982           | No clasificó     | No clasificó | No clasificó | No clasificó | No clasificó | No clasificó | No clasificó |        |
| 1985           | Subcampeón       | 3            | 1            | 2            | 0            | 8            | 5            |        |
| 1986           | Campeón          | 5            | 5            | 0            | 0            | 17           | 1            |        |
| 1988           | No clasificó     | No clasificó | No clasificó | No clasificó | No clasificó | No clasificó | No clasificó |        |
| 1990           | No clasificó     | No clasificó | No clasificó | No clasificó | No clasificó | No clasificó | No clasificó |        |
| 1992           | Campeón          | 6            | 5            | 0            | 1            | 13           | 3            |        |
| 1994           | No clasificó     | No clasificó | No clasificó | No clasificó | No clasificó | No clasificó | No clasificó |        |
| 1996           | No clasificó     | No clasificó | No clasificó | No clasificó | No clasificó | No clasificó | No clasificó |        |
| 1998           | Tercer lugar     | 6            | 4            | 1            | 1            | 10           | 6            |        |
| 2000           | No clasificó     | No clasificó | No clasificó | No clasificó | No clasificó | No clasificó | No clasificó |        |
| 2002           | Tercer lugar     | 6            | 4            | 0            | 2            | 18           | 5            |        |
| 2004           | No clasificó     | No clasificó | No clasificó | No clasificó | No clasificó | No clasificó | No clasificó |        |
| 2006           | Cuartos de final | 6            | 4            | 1            | 1            | 14           | 7            |        |
| 2008           | Cuartos de final | 4            | 2            | 1            | 1            | 7            | 4            |        |
| 2010           | Cuarto lugar     | 10           | 6            | 1            | 3            | 14           | 11           |        |
| 2012           | Fase de grupos   | 4            | 3            | 0            | 1            | 21           | 3            |        |
| 2014           | No clasificó     | No clasificó | No clasificó | No clasificó | No clasificó | No clasificó | No clasificó |        |
| 2016           | Subcampeón       | 6            | 3            | 2            | 1            | 16           | 11           |        |
| 2018           | Campeón          | 6            | 6            | 0            | 0            | 13           | 4            |        |
| 2023           | Fase de grupos   | 3            | 1            | 0            | 2            | 2            | 4            |        |
| 2025           | Subcampeón       | 6            | 4            | 0            | 2            | 5            | 3            |        |
| Total          | 15/42            | 78           | 47           | 13           | 18           | 151          | 82           |        |